# شیر خام

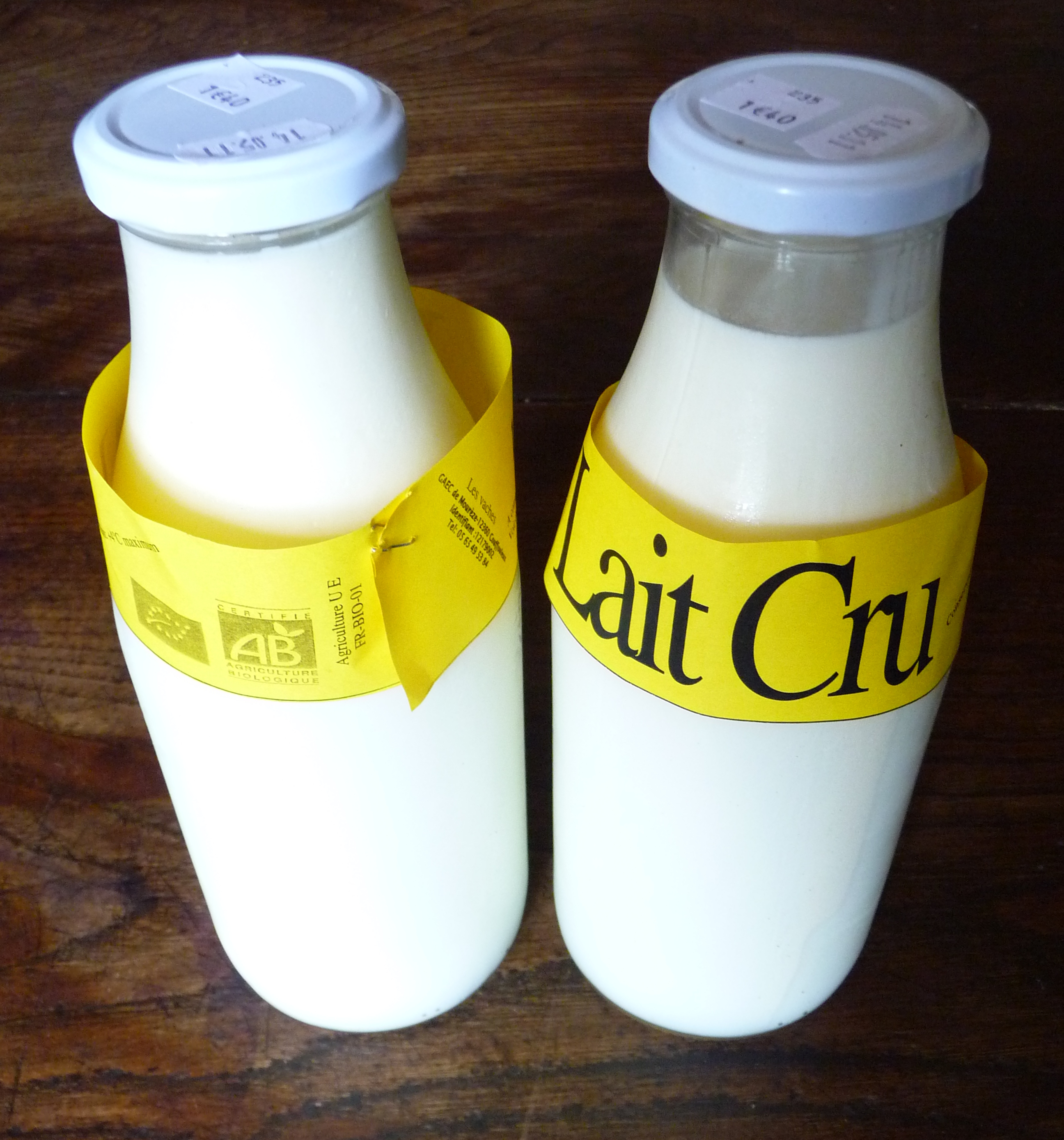
شیر خام از آویرون، فرانسه

شیر خام، شیری است که پاستوریزه نشده‌است؛ فرایندی که مایعات خوراکی را گرما می‌دهند تا عوامل بیماری‌زا برای مصرف ایمن و ماندگاری بیشتر کشته شوند. طرفداران شیر خام معتقد به وجود سودمندی‌هایی مانند مزه بهتر، املاح بیشتر و ایجاد یک دستگاه ایمنی سالم برای انسان هستند. گرچه جامعه پزشکی برای خطراتی مانند آلوده‌بودن، و نداشتن سودمندی مشخص هشدار داده‌اند.

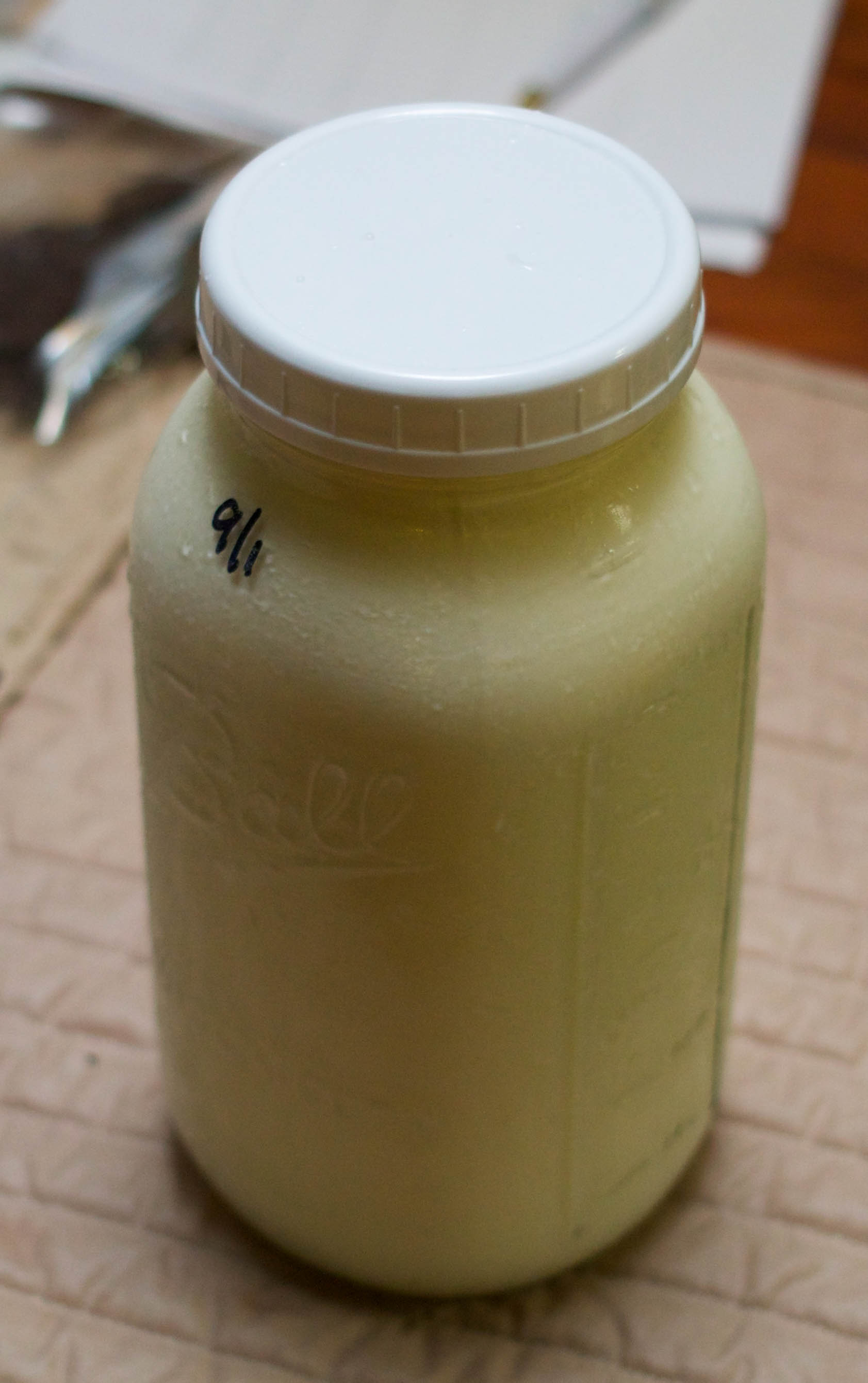
شیر خام آمریکایی